# Torre comunale di Sant'Ambrogio
La torre comunale di Sant'Ambrogio è un'antica torre comunale del Piemonte, situata a Sant'Ambrogio di Torino, risalente al XIII secolo. È alta circa 15 metri ed è situata a ridosso della cinta muraria del borgo dove si trovava la porta di nord-ovest del borgo, demolita nel 1820 dal passaggio delle truppe napoleoniche per l'allargamento della Strada Reale.
Strutturata su più piani, con il muro verso la strada (Via Francigena) traforato da archi in cotto, terminava con una merlatura ancora visibile sotto l'attuale copertura.
La torre comunale ha ospitato la sede del Comune di Sant'Ambrogio a partire dal secolo XVIII fino al 1916, e successivamente fino agli anni '70 del XX secolo un ambulatorio medico, per poi divenire abitazione fino alla metà degli anni '80. È stata restaurata nella seconda metà degli anni '90 del XX secolo, divenendo sede della Biblioteca Comunale fino al 2020. Attualmente ospita frequenti mostre ed esposizioni d'arte.

## Storia
Nel villaggio fu costruita la torre comunale al cui interno sono presenti affreschi del XIII secolo a tema profano, raffiguranti scene di ragazze danzanti ed animali ritenute uniche nell'arte della Valle di Susa di quell'epoca.

## Galleria d'immagini

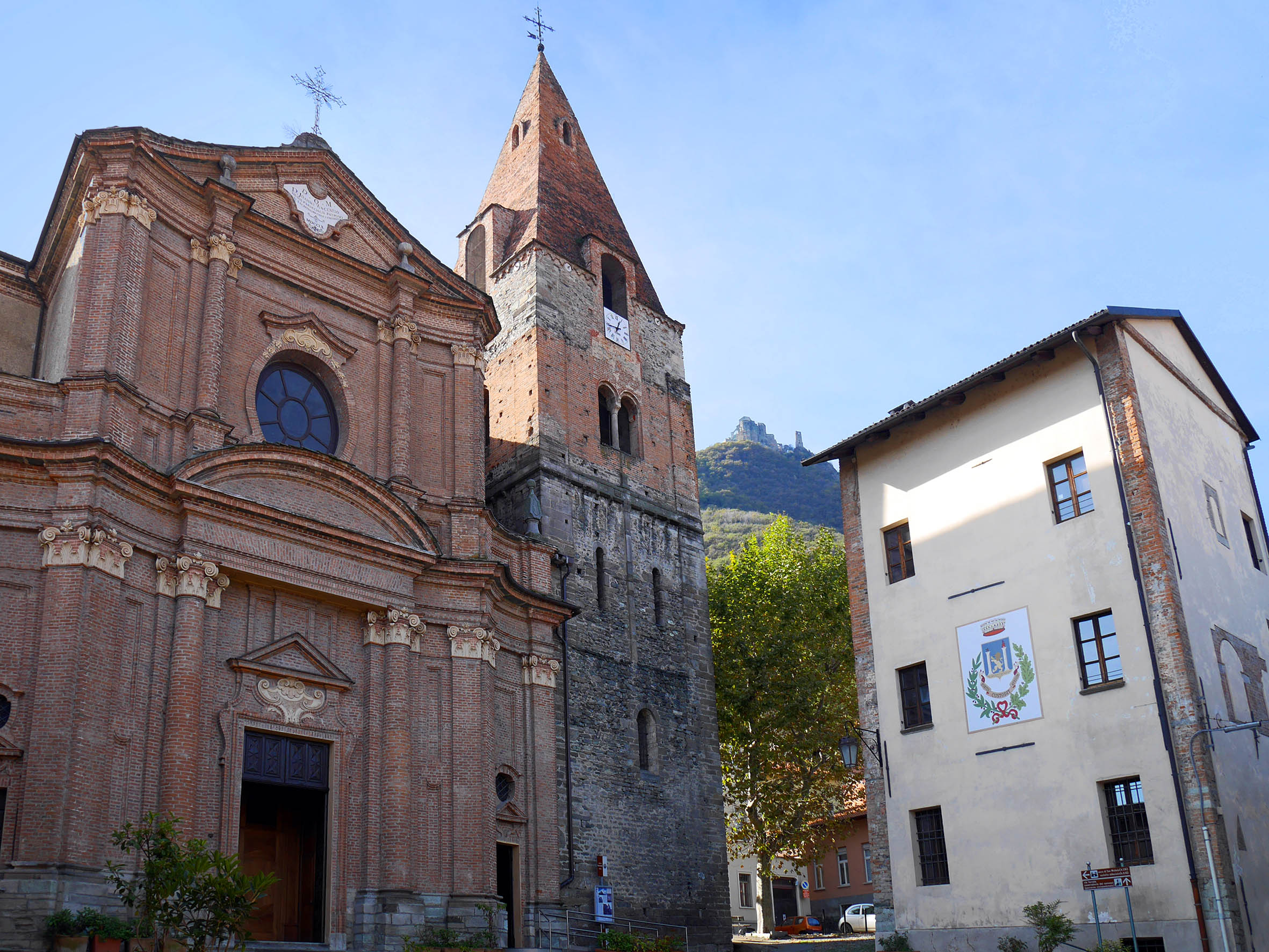
la Torre Comunale vista dalla Piazza San Giovanni Vincenzo, con l'omonima chiesa e sullo sfondo la Sacra di San Michele.
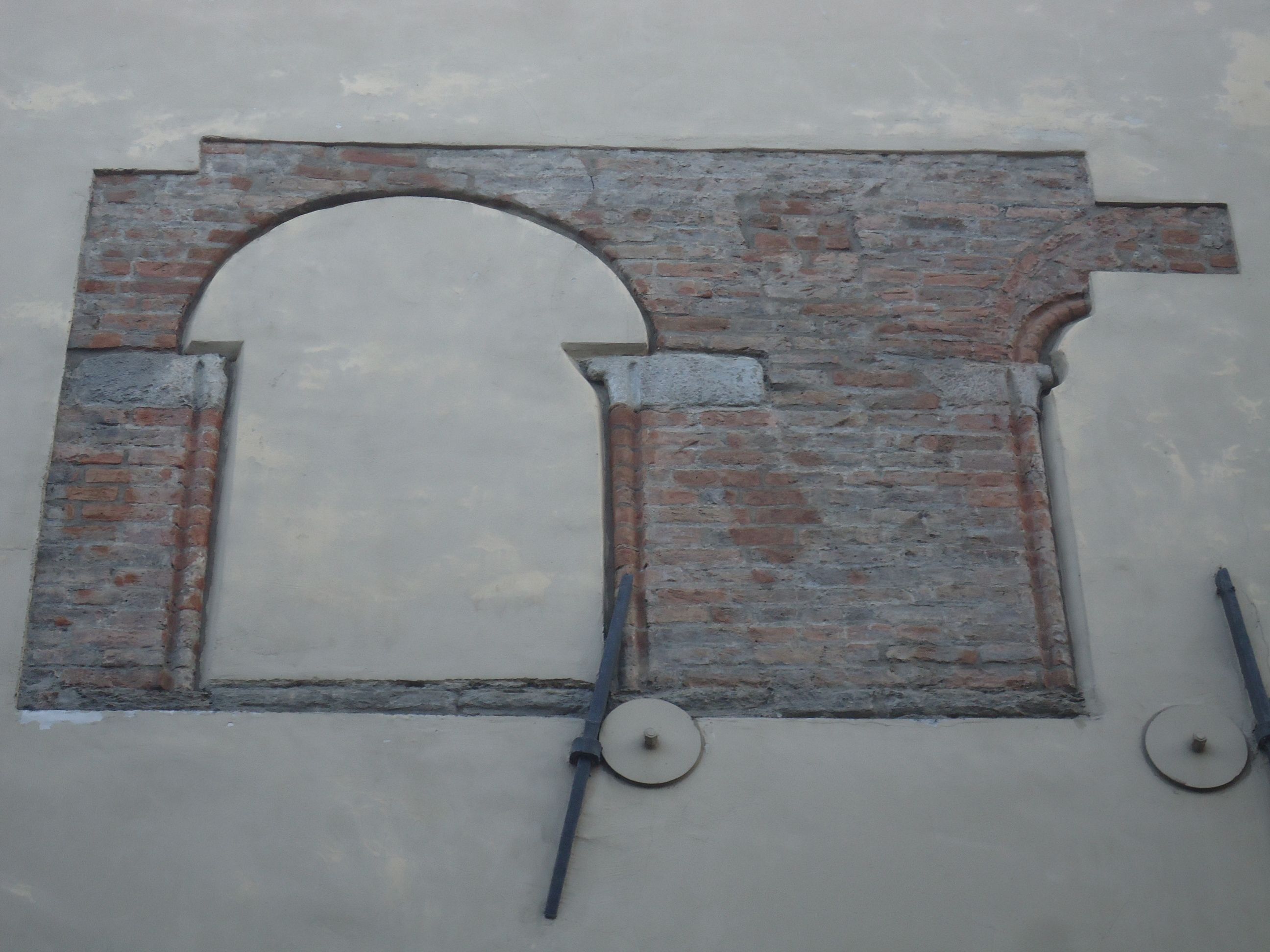
Particolare della torre comunale di Sant'Ambrogio
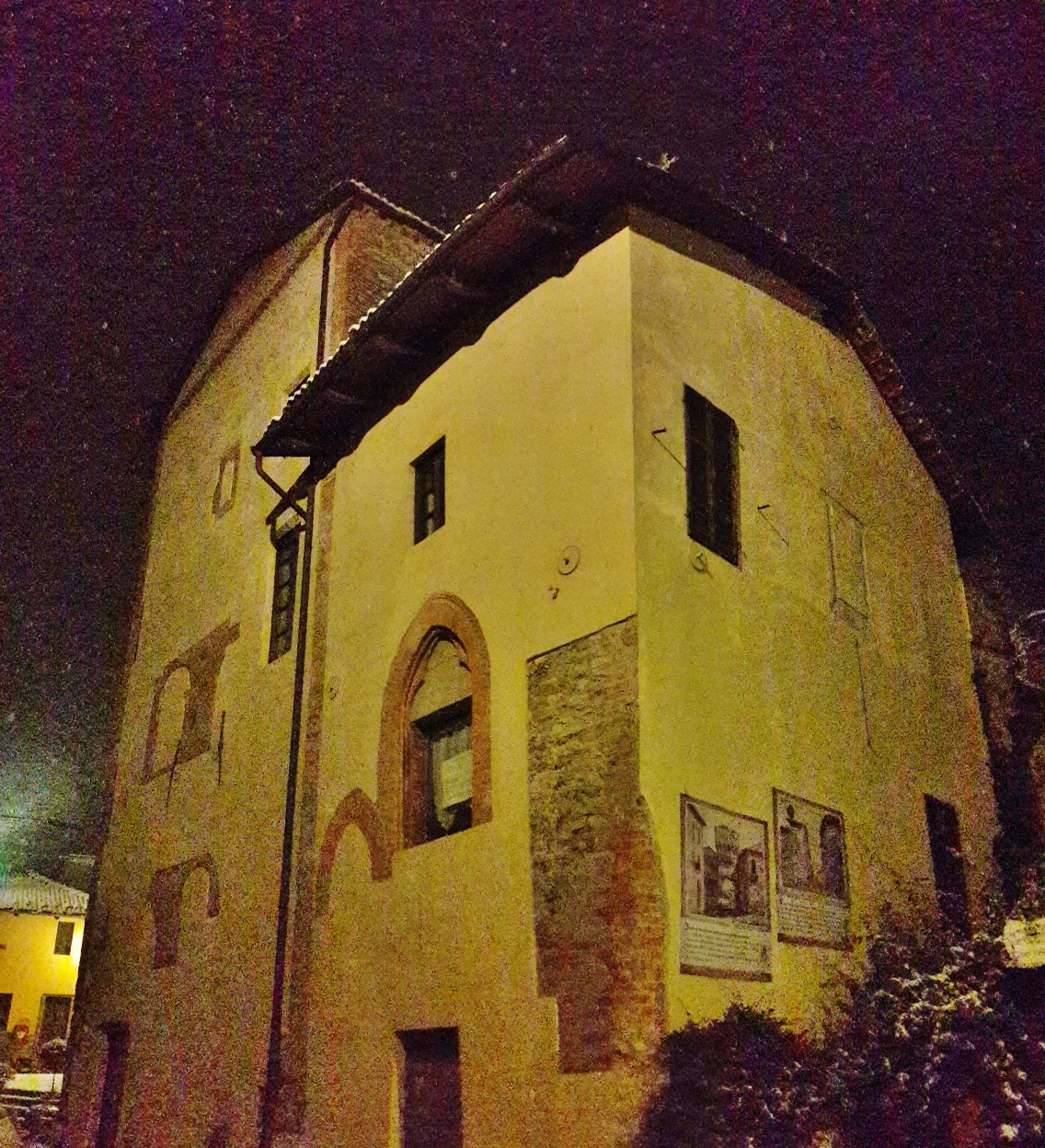
Torre comunale di Sant'Ambrogio nella nevicata del 02.12.2017
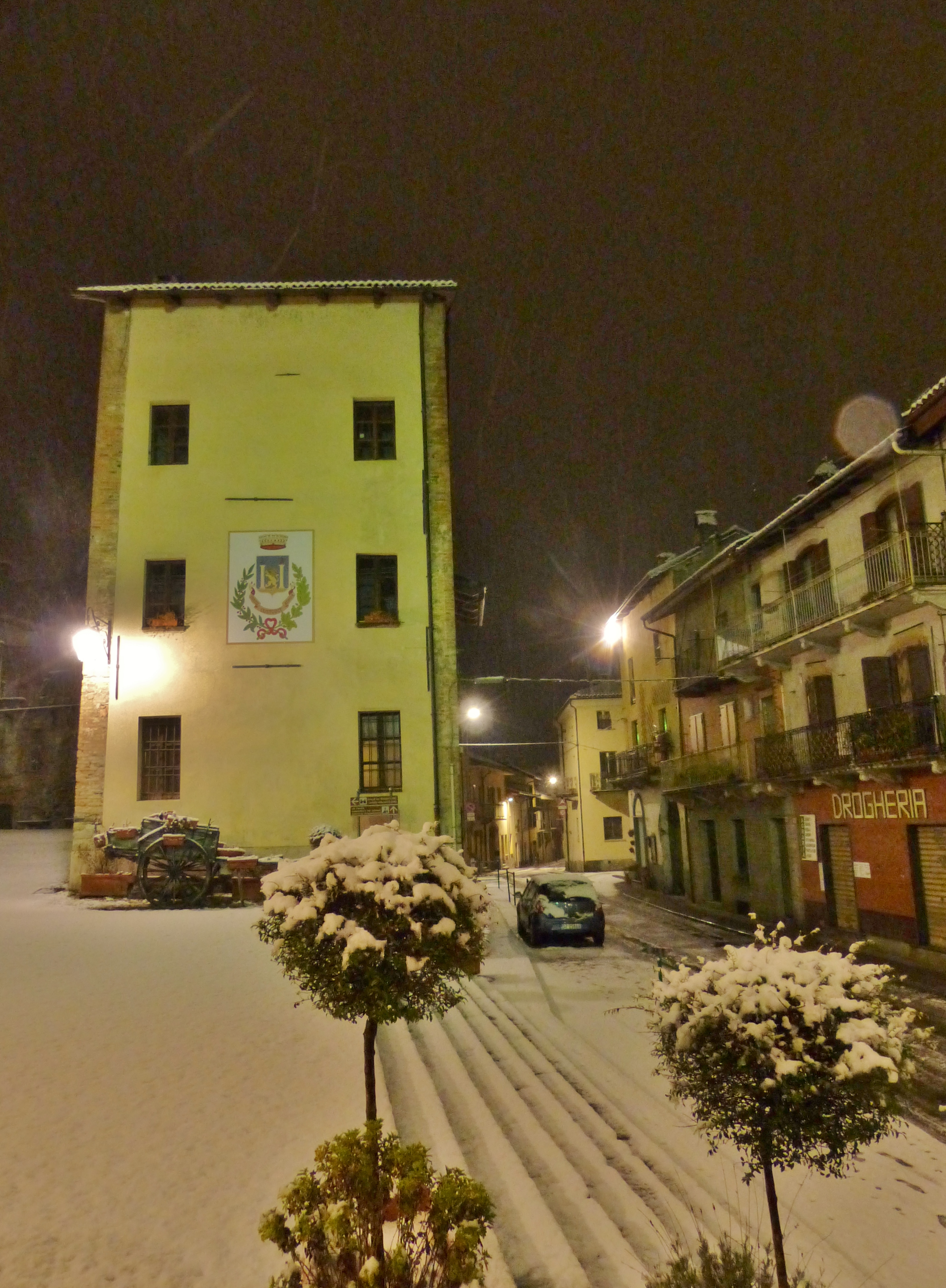
Facciata est della torre comunale di Sant'Ambrogio nella nevicata del 02.12.2017